# Angela Roy
Angela Roy, all'anagrafe Angela Giesen (Amburgo, 20 giugno 1957), è un'attrice tedesca.

## Biografia
I suoi genitori erano degli acrobati circensi e con un terzo componente giravano il mondo facendosi chiamare l'Iris Roy Trio. Così fino all'età di undici anni Angela ha cambiato scuole e Paesi di residenza, imparando un gran numero di lingue straniere.
In Italia è conosciuta principalmente per la telenovela trasmessa su Canale 5 My Life, ma in patria ha partecipato a molte produzioni, sia televisive che cinematografiche.
Ha studiato ballo, canto e coreografia alla Royal Academy of Dramatic Arts di Londra. Conosce quattro lingue: inglese, francese, italiano e spagnolo.
Ha una figlia di sedici anni, Lisa, con la quale dall'autunno 2002 è tornata a vivere ad Amburgo, la sua città natale, nel quartiere Barmbeck.

## Doppiatrici italiane
- Barbara Castracane in My Life, Rosamunde Pilcher: Incontro con il passato
- Pinella Dragani in Potere e passione
- Antonella Giannini in Rosamunde Pilcher: Ghostwriter